# Mykanów (przystanek kolejowy)
Mykanów – przystanek kolejowy w Mykanowie (powiat częstochowski).

## Połączenia
- Zduńska Wola
- Chorzew Siemkowice
- Częstochowa